# Бурдо, Жиль
Жиль Бурдо́ (фр. Gilles Bourdos; 28 ноября 1963, Ницца) — французский режиссёр, сценарист, продюсер. Известен прежде всего своими кинофильмами на злободневный темы, которые контрастируют с эстетикой изображения в кадре.
Один из основателей продюсерской компании Persona Films, создавшей большую часть его ранних работ.
 Многие фильмы Бурдо созданы совместно с кинооператорами Мишелем Спинозой и Марком Ли Пинбином и музыкантом Александром Деспла.

## Творческая карьера
Творческая карьера Бурдо как режиссёра началась с трёх короткометражек: Рождественский подарок, Вечный идол и Окончание сезона. Главную роль в каждом из этих фильмов исполнила актриса Брижитт Катийон.
На Каннском кинофестивале 1998 года был представлен первый полнометражный фильм Бурдо Пропавшие — политический триллер и любовный треугольник в среде художников-сюрреалистов в Париже 1938 года.
Второй благоприятно принятый критикой фильм Переживания (2003) снят по роману Рут Ренделл Солнце для мёртвых глаз (в другом переводе — Пейзаж для усталого взгляда). В главных ролях снялись Грегуар Колен и Жюли Ордон.
В 2008 году вышел первый англоязычный фильм Заложник смерти, снятый по бестселлеру французского писателя Гийома Мюссо После… с Джоном Малковичем и Роменом Дюри.
В 2012 году на экраны вышел фильм Ренуар, участвовавший в том же году в программе Особый взгляд Каннского кинофестиваля. В фильме рассказывается о забытой истории Андре Мадлен, также известной как Катрин Гесслинг — последней модели художника-импрессиониста Огюста Ренуара, актрисы и первой жены его сына — кинорежиссёра Жана Ренуара. Действие фильма разворачивается на юге Франции во время Первой мировой войны. Главные роли в фильме исполнили Мишель Буке, Криста Тере и Венсан Роттье. В 2014 году Ренуар был номинирован на премию «Оскар» как лучший фильм на иностранном языке.

## Фильмография

### Как режиссёр
- Рождественский подарок (фр. Un Cadeau de Noël) (1987)
- Вечный идол (фр. L'Eternelle Idole) (1989)[13]
- Окончание сезона (фр. Relache) (1993)[14]
- Пропавшие (фр. Disparus) (1998)[15]
- Переживания (фр. Inquiétudes) (2003)[16]
- Заложник смерти (2008)
- Ренуар. Последняя любовь (фр. Renoir) (2012)[17]
- Виды под угрозой исчезновения (фр. Espèces menacées) (2017)[18]

### Как автор сценария
- Рождественский подарок (фр. Un Cadeau de Noël) (1987)
- Открытая улица (фр. La Rue Ouverte) (1987)[19]
- Вечный идол (фр. L'Eternelle Idole) (1989)[13]
- Девушка и смерть (фр. La Jeune Fille et la Mort) (1989)[20]
- Окончание сезона (фр. Relache) (1993)[14]
- Забери меня (фр. Emmène-moi) (1995)[21]
- Пропавшие (фр. Disparus) (1998)[15]
- Переживания (фр. Inquiétudes) (2003)[16]
- Заложник смерти (2008)
- Ренуар. Последняя любовь (2012)[17]

### Как продюсер
- Рождественский подарок (фр. Un Cadeau de Noël) (1987)
- Вечный идол (фр. L'Eternelle Idole) (1989)[13]
- Окончание сезона (фр. Relache) (1993)[14]
- Забери меня (фр. Emmène-moi) (1995)[21]
- Пропавшие (фр. Disparus) (1998)[15]
- Мирек не уехал (фр. Mirek n'est pas Parti) (1995)[22]
- Брат (фр. Un Frère) (1998)[23]

## Награды
- Пропавшие: Золотое солнце на Каннском кинофестивале 1998 / Приз Грегуару Колену как лучшему молодому европейскому актёру 1998 / Официальный отбор в Пятнадцать режиссёрских работ в Каннах / Участник показов на кинофестивалях в Монреале, Женеве, Флоренции, Блуа, Пессаке, Бельфоре, Дижоне, Дублине, Гётеборге, Тайбэе и Бостоне в 1998
- Окончание сезона: Гран-При кинофестиваля в Вийорбане 1992 / Гран-При и Приз зрительских симпатий на кинофестивале в Бельфоре 1992 / Приз Procirep 1992 / Приз качества CNC 1992
- Вечный идол: Гран-при кинофестиваля в Динь-ле-Бене 1991 / Приз за лучшую женскую роль на кинофестивале в Лилле 1991 / Приз качества CNC 1990
- Рождественский подарок: Приз фестиваля в Ла-Валетте 1986[24]